# 안양시의 마천루 목록
대한민국 경기도 안양시의 마천루 목록이다. 대한민국의 「초고층 및 지하연계 복합건축물 재난관리에 관한 특별법」에 따르면 '초고층 건축물' 이란 층수가 50층 이상 또는 높이가 200m 이상인 건축물을 말한다.

## 마천루 순위
본 목록은 완공되었거나, 상량식을 끝낸 마천루이다.
| 순위 | 이름                              | 사진 | 위치          | 높이 | 층수 | 완공 연도 | 비고                                           |
| ---- | --------------------------------- | ---- | ------------- | ---- | ---- | --------- | ---------------------------------------------- |
| 1    | 평촌 푸르지오 센트럴파크 101동    |      | 동안구 관양동 | 177m | 48층 | 2024년    | 현재 안양시에서 가장 높은 마천루이다.          |
| 2=   | 힐스테이트 범계역 모비우스 101동  |      | 동안구 호계동 | 168m | 43층 | 2021년    | [ 2 ]                                          |
| 2=   | 힐스테이트 범계역 모비우스 102동  |      | 동안구 호계동 | 168m | 43층 | 2021년    | [ 2 ]                                          |
| 4=   | 평촌 푸르지오 센트럴파크 102동    |      | 동안구 관양동 | 165m | 42층 | 2024년    | [ 3 ]                                          |
| 4=   | 평촌 푸르지오 센트럴파크 103동    |      | 동안구 관양동 | 165m | 42층 | 2024년    | [ 4 ]                                          |
| 6=   | 평촌 아크로타워 A동               |      | 동안구 관양동 | 156m | 42층 | 2007년    | 2007년에 안양시에서 가장 높은 마천루가 되었다. |
| 6=   | 평촌 아크로타워 B동               |      | 동안구 관양동 | 156m | 42층 | 2007년    | 2007년에 안양시에서 가장 높은 마천루가 되었다. |
| 8    | 평촌 오비즈타워                   |      | 동안구 관양동 | 154m | 35층 | 2014년    | [ 7 ]                                          |
| 9=   | 평촌 푸르지오 센트럴파크 102동    |      | 동안구 관양동 | 149m | 42층 | 2024년    | [ 8 ]                                          |
| 9=   | 평촌 푸르지오 센트럴파크 103동    |      | 동안구 관양동 | 149m | 42층 | 2024년    | [ 9 ]                                          |
| 11   | G스퀘어                           |      | 동안구 호계동 | 142m | 28층 | 2012년    | [ 10 ]                                         |
| 12   | 힐스테이트 평촌역 더 퍼스트 104동 |      | 동안구 관양동 | 124m | 34층 | 2019년    | [ 11 ]                                         |
| 13   | 안양 아이에스비즈타워 센트럴      |      | 만안구 안양동 | 119m | 28층 | 2022년    | [ 12 ]                                         |
| 14   | 힐스테이트 평촌역 더 퍼스트 103동 |      | 동안구 관양동 | 113m | 34층 | 2019년    | [ 13 ]                                         |
| 15   | 평촌 래미안 푸르지오 106동        |      | 동안구 비산동 | 107m | 37층 | 2022년    | [ 14 ]                                         |
| 16=  | 평촌 래미안 푸르지오 108동        |      | 동안구 비산동 | 105m | 37층 | 2022년    | [ 15 ]                                         |
| 16=  | 평촌 래미안 푸르지오 109동        |      | 동안구 비산동 | 105m | 37층 | 2022년    | [ 16 ]                                         |
| 16=  | 평촌 래미안 푸르지오 110동        |      | 동안구 비산동 | 105m | 37층 | 2022년    | [ 17 ]                                         |
| 19   | 평촌 두산위브 리버뷰 107동        |      | 동안구 호계동 | 104m | 37층 | 2022년    | [ 18 ]                                         |
| 20   | 평촌 래미안 푸르지오 104동        |      | 동안구 비산동 | 102m | 36층 | 2022년    | [ 19 ]                                         |
| 21=  | 힐스테이트 평촌역 더 퍼스트 101동 |      | 동안구 관양동 | 100m | 29층 | 2019년    | [ 20 ]                                         |
| 21=  | 힐스테이트 평촌역 더 퍼스트 102동 |      | 동안구 관양동 | 100m | 29층 | 2019년    | [ 21 ]                                         |

## 같이 보기
- 안양시
- 마천루 목록
- 아시아의 마천루 목록
- 대한민국의 마천루 목록